# Comités locaux de coordination de Syrie
Les comités locaux de coordination de Syrie ou conseils locaux de coordination (en arabe : لجان التنسيق المحلية في سوريا), abrégés CLC LCCSyria ou LCCs en anglais) sont un réseau d'organisations locales qui organisent et rendent compte des manifestations dans le cadre du soulèvement syrien de 2011,,. En juin 2011, le réseau est décrit comme commençant à « émerger en tant que force pivot » en Syrie. En août 2011, le réseau soutient la désobéissance civile, s'oppose à la résistance armée locale et à l'intervention militaire internationale comme moyens d'opposition au gouvernement syrien.

## Création
Les comités locaux de coordination de la Syrie émergent en mars 2011 à partir de groupes locaux qui publient des rapports sur les manifestations pendant le soulèvement syrien et deviennent un réseau national impliqué dans la couverture journalistique des manifestations et les manifestations elles-mêmes. Les comités se sont développés à partir de réseaux informels d'amis et de collègues impliqués dans des dissidences qui existaient depuis de nombreuses années. Avant le soulèvement, des militants syriens avaient collecté des téléphones portables, modems satellites et ordinateurs en prévision des manifestations du printemps arabe en Syrie. En juin 2011, le New York Times décrit le réseau comme commençant à « émerger comme une force pivot » dans la politique syrienne, « méritant le respect de dissidents plus reconnus mais longtemps divisés ».

## Structure
Le réseau des comités locaux de coordination de la Syrie est composé en grande majorité de jeunes manifestants de multiples origines sociales et religieuses. Le réseau est décentralisé et fonctionne dans le plus grand secret. Le premier des comités a été créé dans la ville de Daraya, dans la banlieue de Damas. En juin 2011,le comité le plus actif est celui de Homs période à laquelle le réseau compte 35 leaders individuels, qui tentent de communiquer quotidiennement. En février 2012, le réseau compte 14 comités locaux, un pour chacune de ces régions : Deraa, Homs, Baniyas, Saraqeb, Idlib, Hassaké, Qamichli, Deir ez-Zor, la côte syrienne, Hama, Raqqa, Soueïda, Damas et la banlieue de Damas (Ghouta),,.

## Financement
Le réseau des comités est financé par des dons de sympathisants individuels. Cela est ensuite facilité par l'initiative Adopt a Revolution (en). En outre, le Bureau d'appui à l'opposition syrienne, qui a lui-même été fondé par le Département d'État des États-Unis et le Foreign and Commonwealth Office et est financé par le Groupe des amis de la Syrie, fournit un « soutien matériel » et une « aide à la formation » au réseau.

## Journalisme des droits de l'homme
Rami Nakhle, qui aide le Réseau depuis le Liban, où il est exilé, déclare que les activités médiatiques documentant les manifestations sont la première activité principale du réseau. L'avocate syrienne des droits de l'homme Razan Zaitouneh, lauréate du prix Sakharov 2011 et du prix Anna Politkovskaïa 2011, avec son équipe, documente les violations des droits de l'homme en Syrie pour le réseau, à partir des informations recueillies par le réseau.
Les militants des comités locaux responsables de l'information « sont chargés de filmer les manifestations avec un panneau montrant le lieu et la date, pour contrer la propagande du régime qui cherche à minimiser l'ampleur du soulèvement ». Ils envoient également leurs images montrant les bombardements, les blessés, les morts et toutes les formes d'exactions.
Les textes du réseau et ses reportages photographiques de blessures et de décès de manifestants ont été utilisés par CNN, Al Jazeera anglais, The Guardian et The Washington Post,. Le réseau publie des rapports sur son propre site Web et sur Facebook.
Le 1er février 2012, le réseau des comités locaux critique la communauté internationale et arabe comme « incapable de prendre une décision contribuant à arrêter le cycle de la violence en Syrie. » Il estime le nombre de morts dans le soulèvement révolutionnaire à plus de 100 000.

## Méthodes de protestation
Amnesty International décrit les méthodes du réseau comme des manifestations pacifiques. Les méthodes de désobéissance civile utilisées par le réseau comprennent des manifestations nocturnes à Hama, le refus de payer les factures d'eau, d'électricité et de téléphone à Douma, dans la banlieue de Damas. Le réseau appelle à une grève générale de deux jours les 5 et 6 février 2012. Il appelle également, avec d'autres groupes non violents, à la grève pour la dignité en Syrie surnommée « Karamah Strike ».

### La non-violence
En août 2011, le réseau déclare comprendre les appels internes à l'opposition armée contre le gouvernement syrien et à l'intervention militaire internationale, mais s'y oppose. Il déclare que la militarisation réduirait le soutien populaire à l'opposition, réduirait la supériorité morale de l'opposition et mettrait « la Révolution dans une arène où le régime a un avantage distinct ». Le réseau déclare que des manifestations pacifiques faciliteraient le développement de la démocratie après une révolution, tandis que la militarisation rendrait « pratiquement impossible d'établir les fondations légitimes d'une future Syrie fière ». Le réseau est l'un des groupes qui forme ce qu'on appelle les « Journées de la liberté » comme parapluie pour les groupes non violents en Syrie.

## Voir également
- Réseau de la révolution syrienne
- Union des coordinateurs de la révolution syrienne
- Conseil suprême de la révolution syrienne